# Золотухинский сельский совет (Оржицкий район)
Золотухинский сельский совет (укр. Золотухинська сільська рада) — входит в состав
Оржицкого района
Полтавской области
Украины.
Административный центр сельского совета находится в 
с. Золотухи.

## Населённые пункты совета
- с. Золотухи
- с. Тарасенково